# أرزاوا

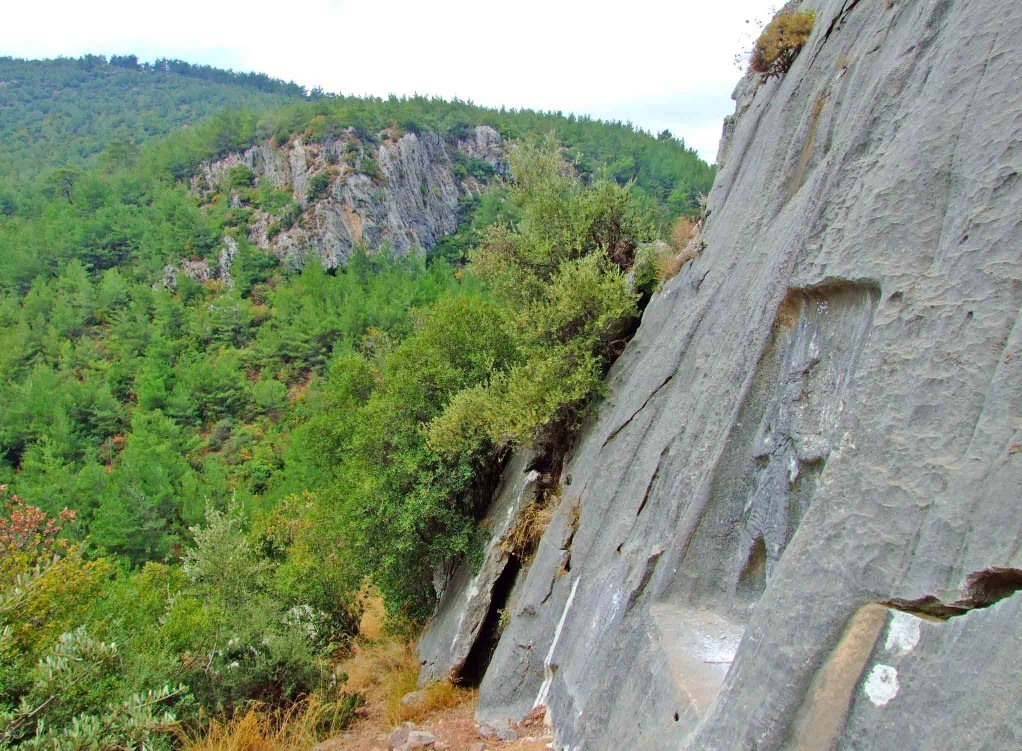

أرزاوا اسم موضع ودولة في الأناضول الغربية في النصف الثاني من الألفية الثانية قبل الميلاد. وعندما غزاها الحيثيون قسموها ثلاث مقاطعات: مقاطعة جنوبية تسمى ميرا على طول نهر بيك مندريس، والتي أصبحت فيما بعد تعرف باسم كاريا ومقاطعة شمالية أصبحت تعرف فيما بعد باسم ليديا؛ ومقاطعة شرقية تسمى هابالا.